# Курии
Куриите (Curii) са плебейска фамилия от gens Curia. Те са политици на Римската република от 3 век пр.н.е.
Тяхното когномен е Дентат (Dentatus).
Известни от фамилията:
- Маний Курий Дентат, консул 290, 275 и 274 пр.н.е.
- Маний Курий (трибун), народен трибун 199 пр.н.е.
- Квинт Курий, сенатор, съ-заговорник в заговора на Катилина, познат с метресата си Фулвия